# Breadsall
Breadsall es una localidad situada en el condado de Derbyshire, en Inglaterra (Reino Unido), con una población estimada a mediados de 2016 de 760 habitantes.
Se encuentra ubicada al noroeste de la región Midlands del Este, cerca de la frontera con las regiones de Midlands del Oeste, Yorkshire y Humber y Nordeste de Inglaterra, y de los montes Peninos.

## Historia
Breadsall fue mencionado en el Libro del Domesday como una posesión de Henry de Ferrers y con un valor de cuatro libras. El texto incluye referencia a un caballero, una iglesia, praderas y un molino.
Su iglesia posee una cruz en conmemoración a catorce hombres que murieron durante la Primera Guerra Mundial y a nueve hombres y una mujer que perdieron la vida durante la Segunda Guerra Mundial.